# Kirche der katholischen Hochschulgemeinde Köln – St. Johannes XXIII.

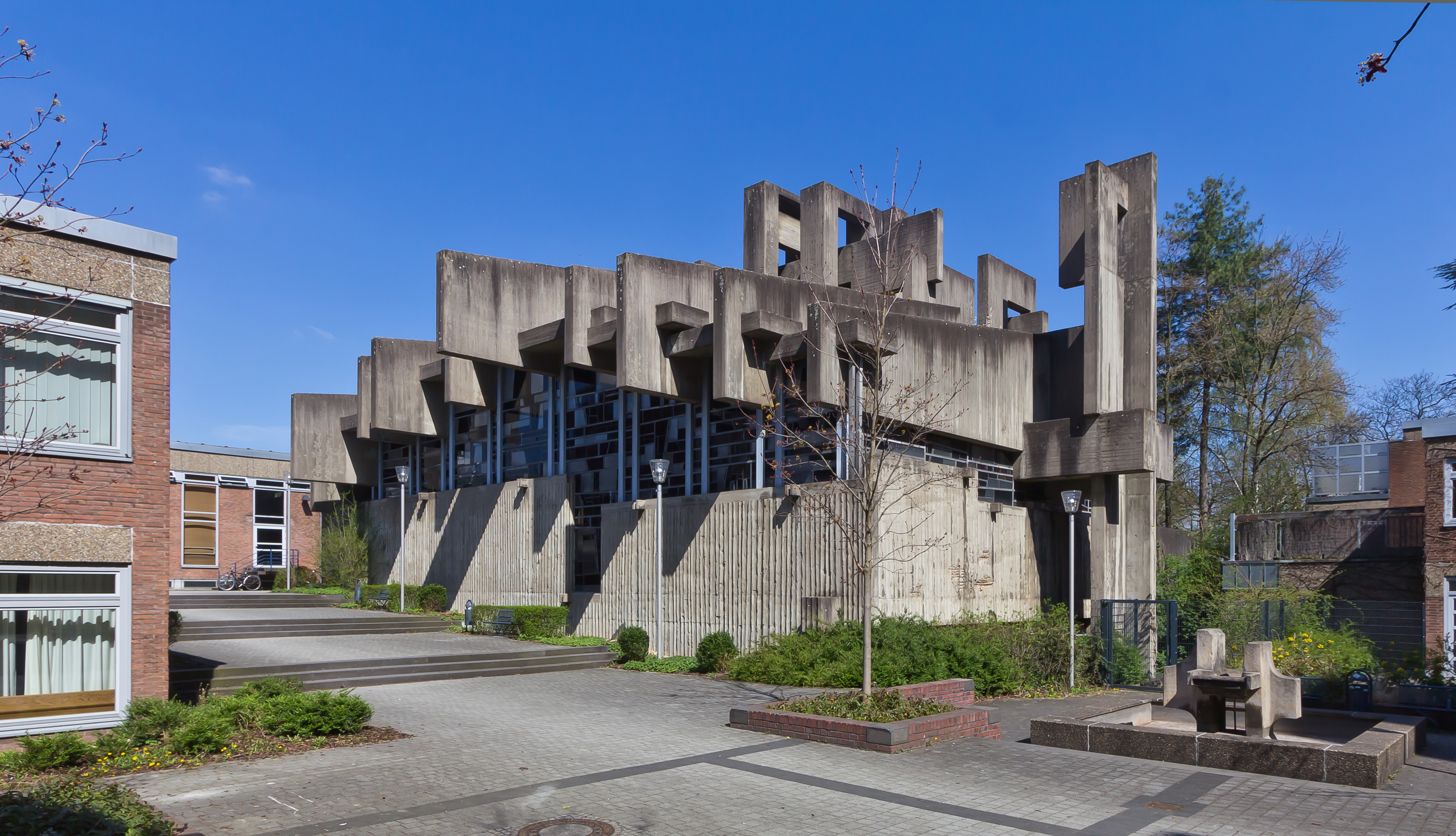
Außenansicht von Südwesten

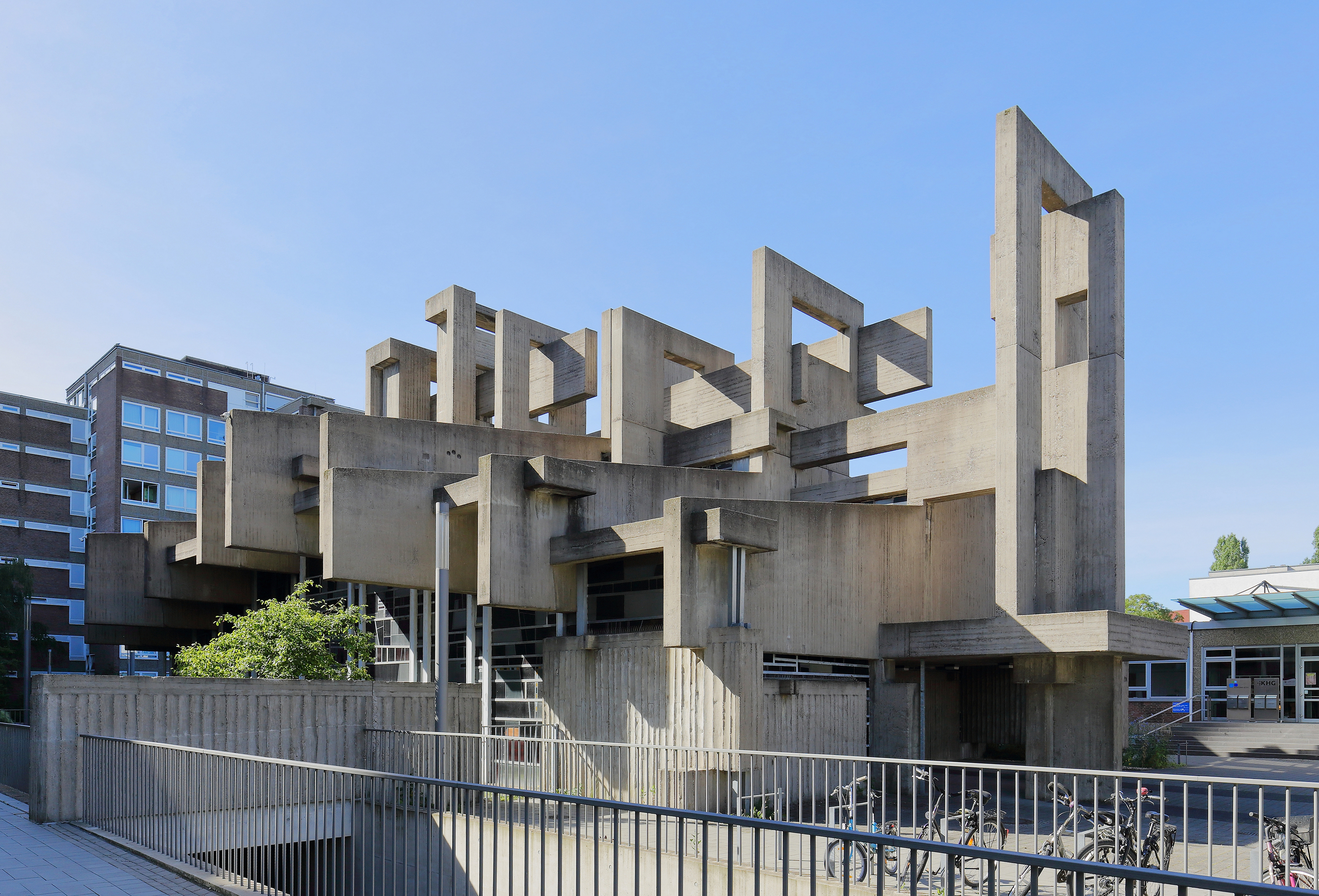
Außenansicht von Nordosten

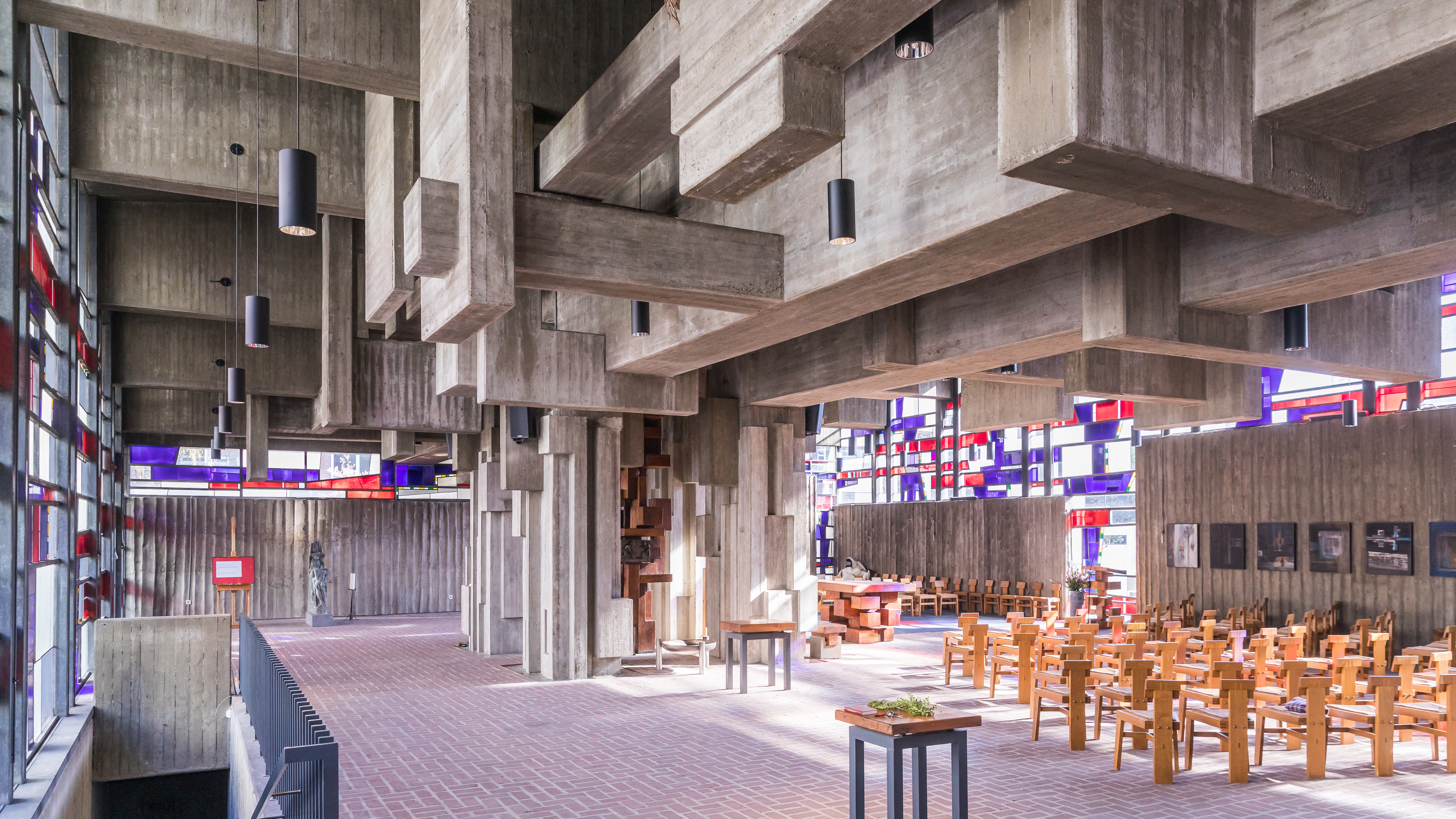
Innenansicht

Die Kirche der katholischen Hochschulgemeinde Köln – St. Johannes XXIII. ist eine 1968–1969 von Josef Rikus und Heinz Buchmann († 2004) erbaute, seit 2016 unter Denkmalschutz stehende römisch-katholische Kirche im Kölner Stadtteil Sülz. Mit ihrer brutalistischen, skulpturalen Architektur nimmt sie eine Sonderstellung unter den Kölner Kirchenbauten ein. Nach der Heiligsprechung von Papst Johannes XXIII. im Jahr 2014 wurde dieser als Kirchenpatron in den offiziellen Namen der Kirche aufgenommen.

## Entwurf und Baugeschichte
Die katholische Hochschulgemeinde Köln plante 1964 den Bau eines studentischen Wohnheims, eines Gemeinschaftshauses und einer Kirche mit Plätzen für rund 300 Personen und schrieb hierfür einen Architektenwettbewerb aus, den Heinz Buchmann für die gesamte Baugruppe gewann. Ein „kleiner, aber eindringlich verweisender Kirchenbau“ war wohl unter den Studierenden etwas umstritten, wie sich die Witwe des Architekten 2014 erinnerte.
Der damalige Hochschulpfarrer Wilhelm Nyssen war schon länger im Gespräch – und wohl auch befreundet – mit dem Bildhauer Josef Rikus, der so maßgeblich für die gestalterische Konzeption des Kirchenbaus wurde. Dieser sollte vom Innenraum, von der Gemeinde und der Liturgie her gestaltet werden und nicht als „nur von außen erfassbares Monument“. Als architektonisch zu gestaltende Symbole für den Innenraum wählte man die Höhle und den Baum, die Wurzel Jesse, die als „Metapher des Irdischen“ gesehen werden können. Aus Letzterem heraus sollte die Architektur entstehen und nur noch von dünnen Seitenwänden aus Glas oder Betonpalisaden ummantelt werden.
Die Urheberschaft des Gebäudes erinnern einzelne Beteiligte unterschiedlich: Während Hochschulpfarrer Nyssen in seiner Broschüre von 1983 das Konzept beinahe ausschließlich als Ideenfindung zwischen ihm selbst und Rikus beschreibt, versuchte die Witwe des Architekten das Bild in einem Interview von 2014 etwas zugunsten ihres verstorbenen Mannes geradezurücken. Dieser hätte einerseits die bildhauerischen Ideen in Raum und Statik umzusetzen gehabt, sei jedoch auch an der Idee des Baums als symbolisches und konstruktives Element beteiligt gewesen. Das Gebäude sei in enger Zusammenarbeit mit Rikus entstanden, dieser habe sich später jedoch immer als Urheber ausgegeben. Buchmann hätte dies aus Respekt vor den inzwischen verstorbenen Beteiligten nie geradegerückt.
In Publikationen wird die Konzeption des Gesamtentwurfs Rikus zugesprochen, während Buchmann vornehmlich für die architektonische Verwirklichung des Entwurfs verantwortlich gemacht wird. Insgesamt gilt die Kirche als äußerst gelungenes Gesamtwerk mehrerer Köpfe, wobei es „dem äußerst konstruktiven Zusammenwirken der Herren Buchmann, Rikus und Nissen (sic!) zu verdanken [ist], dass die Form nicht nur erdacht, sondern auch konstruiert und realisiert werden konnte“.
Die Kirche wurde von 1968 bis 1969 gebaut. Nur wenige zeitgenössische Dokumente zur eigentlichen Umsetzung sind erhalten; die Gemeinde selbst hat keine Unterlagen, ein Nachlass des Bildhauers ist nicht aufzufinden, und der Nachlass des Architekten befindet sich im Archiv für Architektur und Ingenieurbaukunst NRW. Im Historischen Archiv des Erzbistums Köln sollen 2014 weitere Unterlagen gefunden worden sein.
2016 führte das Kölner Architekturbüro 3pass, das in unmittelbarer Nähe das Erzbischöfliche Berufskolleg umgesetzt hatte, eine Sanierung des Kirchengebäudes durch, bei der vor allem die Beton-Außenhaut restauriert wurde. Im Jahr 2016 wurde die Kirche unter der Nummer 8792 in die Denkmalliste der Stadt Köln eingetragen.

## Baubeschreibung

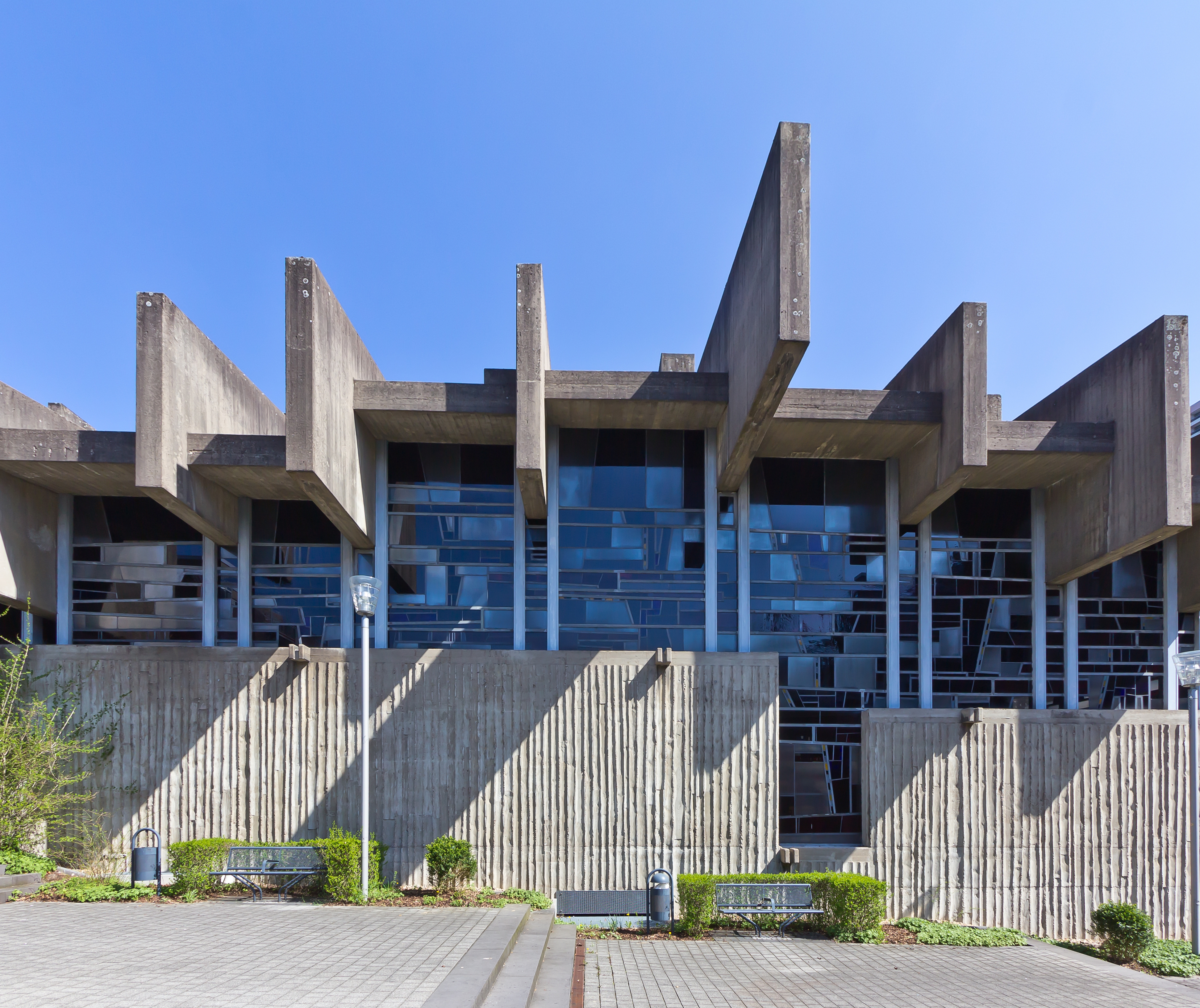
Die Fenster folgen in ihrem Umriss dem Verlauf der Dachlandschaft, der „Baumkrone“

Der Kirchenbau ist annähernd rechteckig angelegt und wird gehalten von drei „Baumpfeilern“, sodass die zentralen Gestaltungselemente gleichzeitig konstruktive Elemente sind.
Der mittlere, aus vier mächtigen Betonpfeilern bestehende Baum wächst mit seinen „Wurzeln“ aus der Unterkirche heraus – leicht versetzt – in den Hauptkirchenraum und bis durch die Decke hindurch, wobei die Durchbruchstellen mit Glasbausteinen (= Wasser) ausgefüllt sind. Während sich der Taufort unten in der „Höhle“ der Krypta befindet, birgt der Baumstamm im Hauptkirchenraum zentral das Tabernakel – Aufbewahrungsort der geweihten Hostien und damit heiligster Ort einer katholischen Kirche. Der Altar, gestaltet aus schweren Eichenholzwürfeln, ist ebenerdig – auf Augenhöhe mit der Gemeinde – unter den „Ästen“ des mittleren Baumes positioniert, die Sakristei auf halber Höhe zwischen Krypta und Oberkirche.

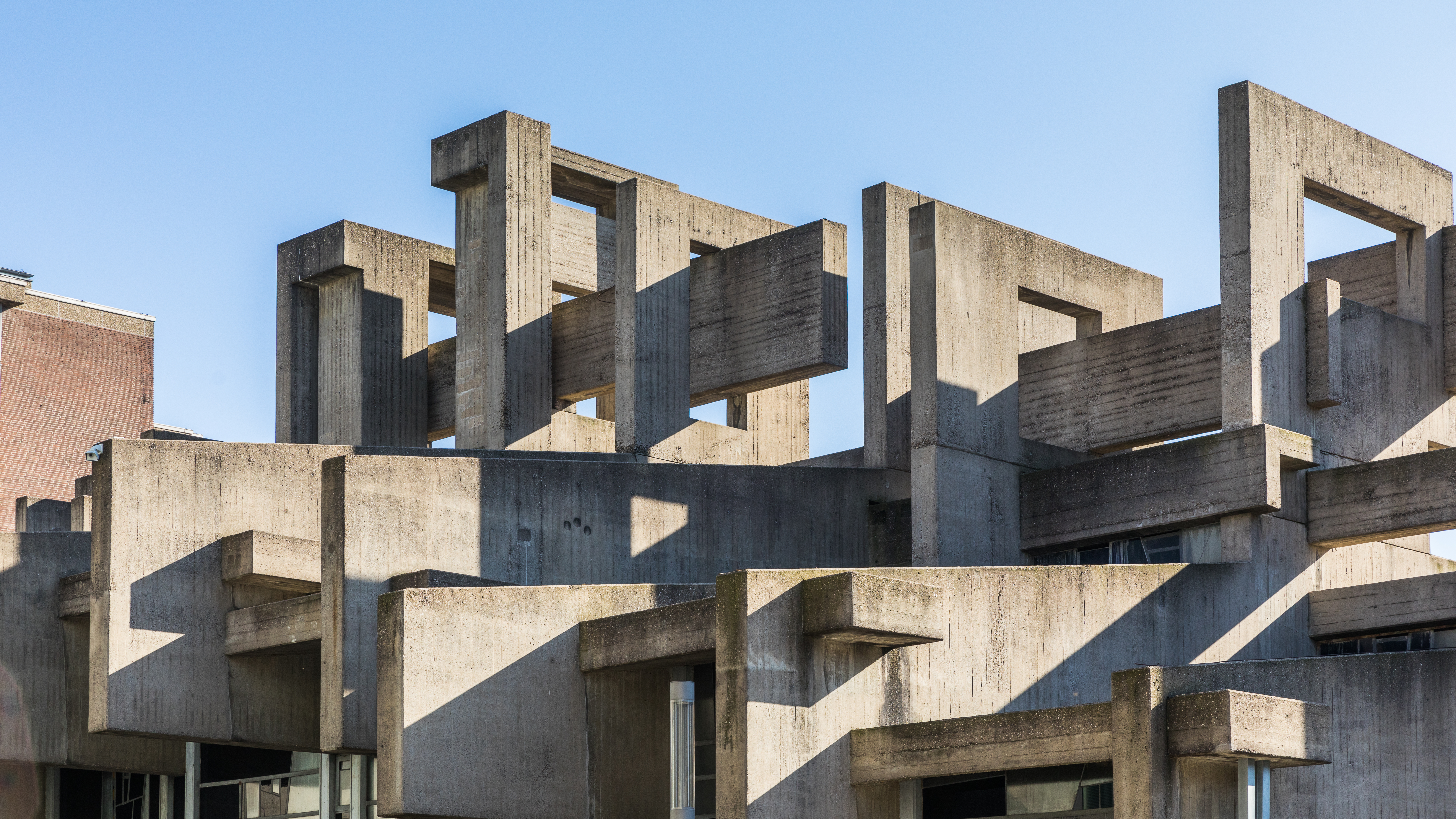
Dachlandschaft

Die beiden anderen, außen sichtbaren Baumpfeiler dienen als Anker der westlichen und östlichen Wand. Das „Geäst“ des Baumes setzt sich in der äußeren Dachstruktur fort: Hier dominieren wuchtige, quer zur Mittelachse gelagerte, aufrecht stehende Betonscheiben, die von Osten und Westen jeweils zur Mitte hin aufsteigen und mit weiteren Scheiben zu einer Kreuzform überschneiden. Die Formen der Dachlandschaft sind völlig asymmetrisch und variieren über den gesamten Bau. Große Fensterflächen wiederum lösen die Schwere der Betonelemente auf.
Es gibt keinen Glockenturm, die beiden seitlichen, etwas erhöhten „Stämme“ könnten jedoch als optische Andeutung dieses fehlenden Bauelements interpretiert werden.

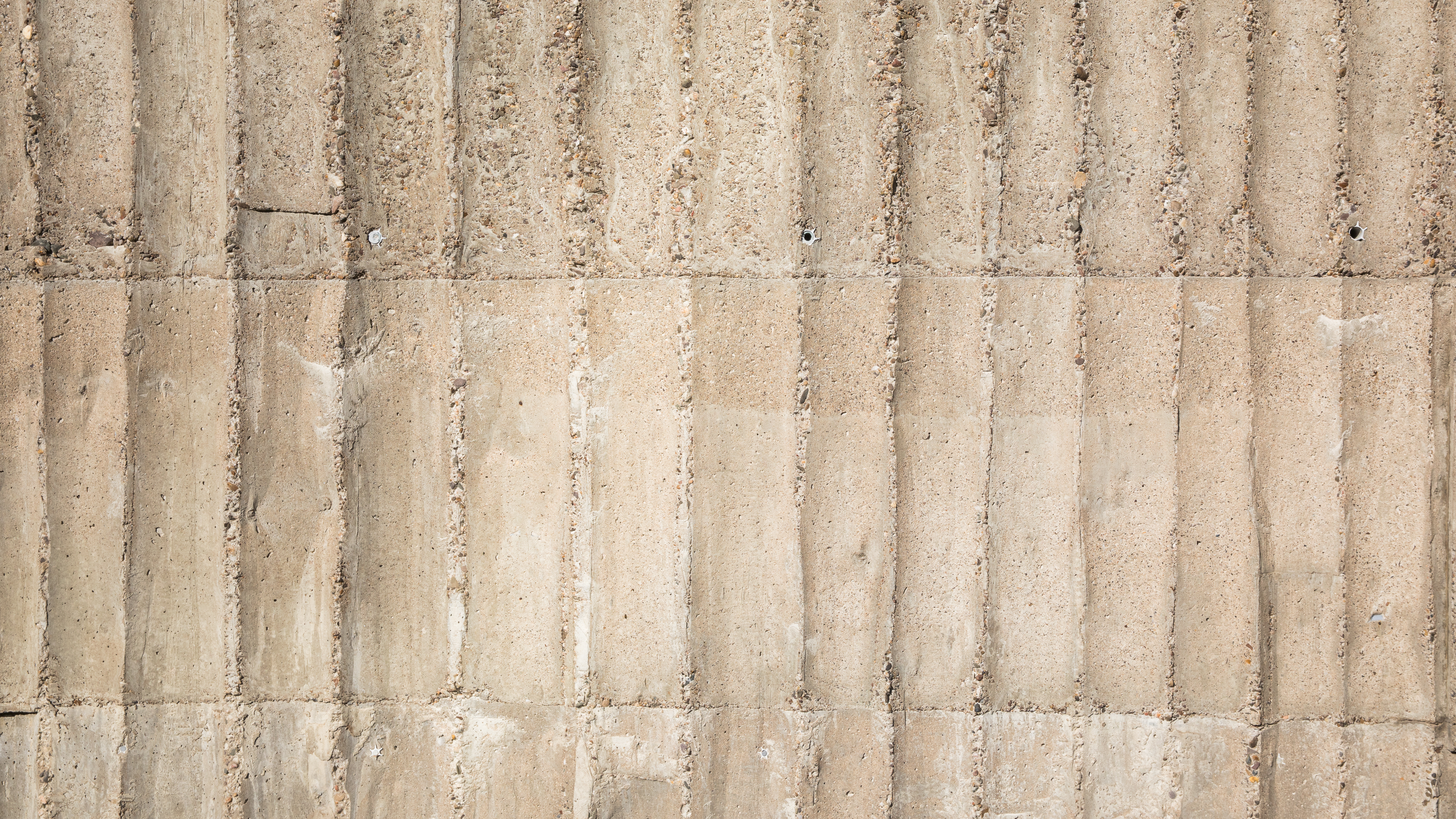
Kannelierte Oberflächenstruktur – sanierter Zustand

Außen- und Innenwände haben eine spezielle Oberflächenstruktur, bei der die Wandflächen durch filigrane Kanneluren aufgelockert werden – eine Optik, die von antiken Säulen her bekannt ist. Sie lassen sich als Negativform aneinandergestellter Baumstämme – der konzeptionell gedachten Palisaden – interpretieren. Verbindendes Element zwischen „Innen“ und „Außen“ ist der mit Ziegelsteinen belegte Boden, der sich vom Hof ebenerdig nach innen durchzieht. Nur die zentralen liturgischen Orte werden durch eine kontrastierende Granit-Pflasterung hervorgehoben.
Die skulpturale Betonarchikektur des Kirchengebäudes lässt eine Verwandtschaft mit den Arbeiten von Le Corbusier erkennen, ebenso mit der erst kurz vorher entstandenen Neuen Wallfahrtskirche St. Maria in Velbert-Neviges von Gottfried Böhm.

„Die Ansichten dieser Kirche verstören, sie sind unlesbar, brutal und fremd. Als krasses Gegenbild himmelstrebender Gotik löst sie das Irdische nicht auf, sondern hält es fest und hockt schwer beladen von der eigenen Konstruktion, zwischen den Hochhäusern, die hier die Maßstäbe setzen. Hier geht es nicht um Stil, sondern um Bilder als Transmitter der geistigen Inhalte, die die Kirche bedeuten.“

## Ausstattung

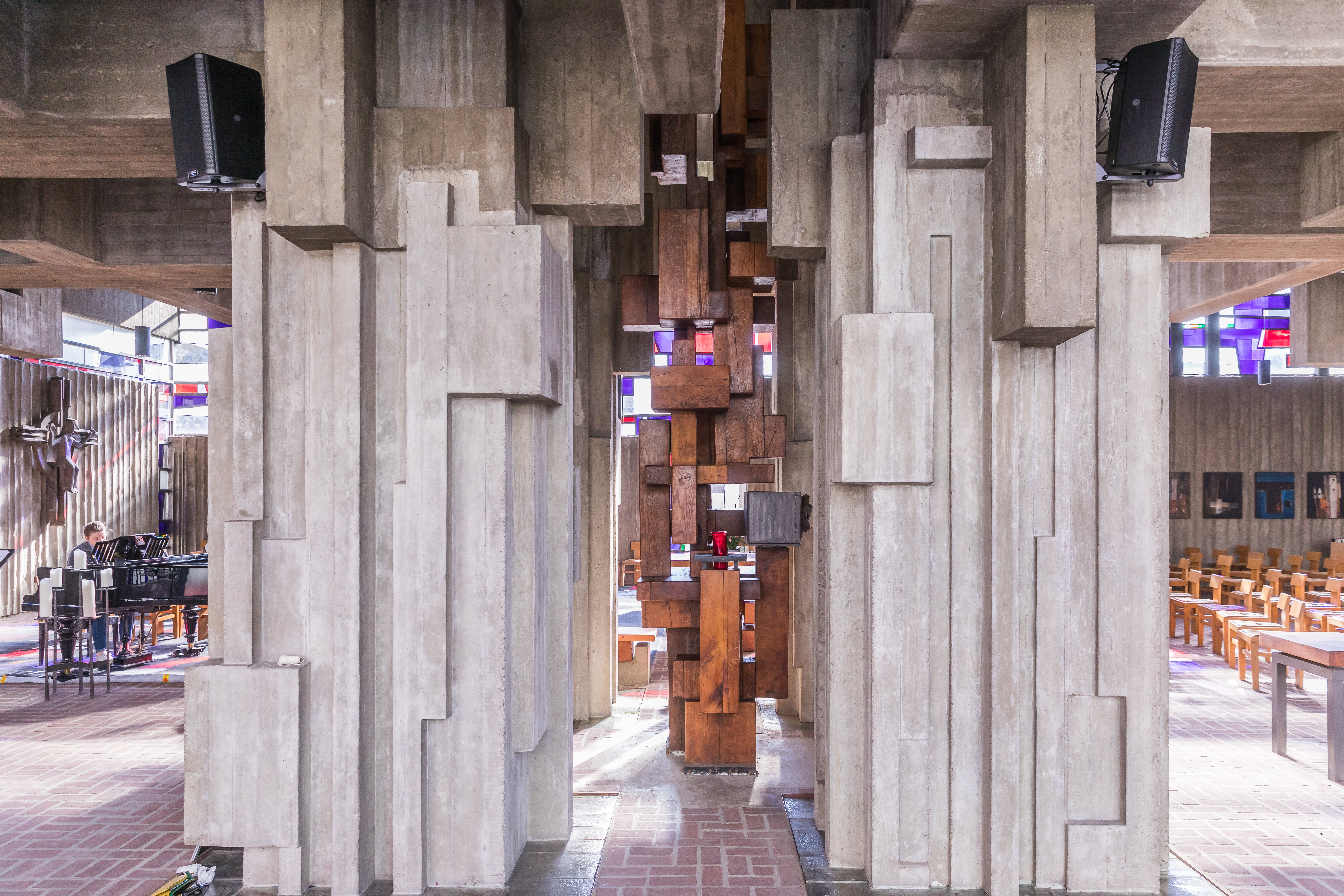
Tabernakel aus Holz, als „Mark“ des Beton-„Baums“

Auch bei der Ausstattung als Teil des Gesamtkonzepts hatte Josef Rikus wesentlichen gestalterischen Anteil. Altar, Ambo, Tabernakel und Sedilien stammen von ihm. Diese aus schweren Eichenholzblöcken gefertigten Ausstattungsstücke korrespondieren durch ihr natürliches Material mit dem zentralen architektonischen Motiv des Baums.
Die Fenster, gefertigt in blauem und tiefrotem Antikglas nach Entwürfen von Will Thonett, bilden den Übergang zwischen Wänden und Dachkonstruktion.
Die Pietà schuf 2002 Egbert Verbeek, den Kreuzweg gestaltete Karl Kaspers. Ebenfalls von Egbert Verbeek stammt das Triptychon in der Krypta gegenüber dem Altar; das 1975–1976 entstandene, 262 cm × 500 cm große Wandbild gelangte 2008 nach Köln. Eine ausführliche Würdigung erhielt das Bild durch den Kunsthistoriker Heinrich Lützeler.
Mangels eines Glockenturms gibt es kein Geläut. Die Orgel mit sechs Registern auf einem Manual wurde von Orgelbau Romanus Seifert & Sohn in Kevelaer gefertigt.